# Военноморски клуб (Варна)
Военноморският клуб във Варна е част от системата на Изпълнителната агенция „Военни клубове и военно-почивно дело“ към министъра на отбраната.
Построена в специфичен стил, сградата на клуба е един от символите на града и архитектурен паметник от местно значение. В своята история „Военният клуб“ неколкократно е преименуван – „Дом на Народната войска“, „Дом на Народния флот“, а от 1992 г. носи името „Военноморски клуб“.

## История
Строителството на Военноморски клуб започва през 1897 г. в отговор на нуждата от организирана обществена и културна дейност на морските офицери във Варна. Архитект е инженер-майор Тодор Бояджиев, дипломирал се в Техническото училище за инженери в Торино, Италия. Предприемач е свищовецът Стефан Иванов. Сградата е открита официално на 31 декември 1899 г. с първия офицерски новогодишен бал, с който варненският елит посреща новия ХХ век. Постепенно офицерските балове и вечеринки стават традиция и важно градско събитие. Военноморският клуб се превръща в културно-просветно средище на офицерите от Варненския гарнизон. На първия етаж се помещават канцеларията на Комендантството, столова за офицерите, аптека, сладкарница, магазин. Вторият етаж се състои от библиотека, голям и малък танцувални салони. На третия етаж и тавана се намират хотелските стаи.
След 9 септември 1944 година Клубът е преименуван в Дом на Народната войска с негов пръв началник капитан Димитър Бахнев. През 1951 година получава името Дом народен флот с началник капитан Яко Изидов Яков. От есента на 1980 г. до февруари 1983 година сградата на Военноморския клуб е реконструирана и разширена. Главен проектант е архитект Невена Терзийска, а главен конструктор Христо Христов. Изгражда се нова част към Дома, свързана стилово със старата. Строителството е изпълнено от поделение 38540 с командир полк. Андреев.
От пролетта на 1992 г. Дом народен флот е преименуван във Военноморски клуб. През 2016 г. е извършена реставрация на фасадата, която включва строително-монтажни работи по фасада, покрив и дограма.

## Архитектура
Военният клуб се строи на ъгъла на днешните булеварди „Владислав Варненчик“ и „Мария Луиза“ по домакински начин от дюлгерите на предприемача Стефан Иванов. Решена е в партер и два етажа, с ъгъл, разработен като главен художествен елемент. Построена е с двойна колонада, която преминава през двата етажа, а главният корниз опасва сградата откъм двете централни улици.

## Aктуално състояние
Сграда на Военноморския клуб разполага с киносалон с 350 места, концертна зала със 120 места, заседателна зала, библиотека, хотел, ресторант, кафе-аперитив, дневен бар, игрална зала, фоайета, гримьорни и ателиета. Военноморският клуб сътрудничи с други културни институти и фирми в град Варна и страната. Той предоставя своите сцени и екрани на два международни театрални и един национален любителски филмов фестивал. Организират се мероприятия и инициативи по повод значими дати и национални празници, насочени към военнослужещите и цивилни служители от Министерство на отбраната, пенсионирани военнослужещи и членове на техните семейства, както и членове на военно-патриотични съюзи. 
Представителният военноморски театър се възражда през 1995 г. Културно-художествената дейност се реализира чрез различни творчески формации в областта на артистичното и певческото изкуство, клубове за спортни танци и за исторически възстановки.
Към военния клуб функционира социална кухня, предоставяща топъл обяд на пенсионирани военнослужещи, ветерани, военноинвалиди и военнопострадали.